# Lauren Domino
Lauren Domino (* in New Orleans) ist eine US-amerikanische Filmproduzentin und Drehbuchautorin.

## Leben
Lauren Domino begann ihre Karriere als Filmproduzentin mit dem Kurzfilm Just the Three of Us  von Angela Tucker. Die Auswahl der von ihr unterstützten Filme konzentriert sich auf Filme mit starken Frauen und People of Color. Sie unterstützt die Initiative Emerging Voices der New Orleans Film Society. Für den Kurzfilm Alone erhielt sie 2017 den Short Film Jury Award: Non Fiction des Sundance Film Festivals 2017.
Für den Dokumentarfilm Time erhielt sie eine Oscar-Nominierung.
Neben ihrer Arbeit als Filmproduzentin produziert sie ebenfalls Branded Content, Fotostrecken und Veranstaltungen für Medien und Organisationen wie The New Yorker, Elle.com, den Oscar, Microsoft und das Essence Festival.
Ende Juni 2023 wurde Domino Mitglied der Academy of Motion Picture Arts and Sciences.

## Filmografie
- 2014: Just the Three of Us (Kurzfilm)
- 2015: The Exceptionally Extraordinary Emporium (Dokumentar-Kurzfilm)
- 2016: Like (Dokumentar-Kurzfilm)
- 2016: Black Folk Don’t (Dokumentarserie)
- 2017: Alone (aus der Reihe Op-Docs)
- 2017: Intersection (auch Drehbuch)
- 2018: The Earth Is Humming  (Dokumentar-Kurzfilm)
- 2018: All Styles (nur Drehbuch)
- 2019: America  (Dokumentar-Kurzfilm)
- 2020: Time
- 2023: American Symphony (Dokumentarfilm)

## Auszeichnungen
Producers Guild of America Award
- 2023: Auszeichnung als Bester Dokumentarfilm (American Symphony)[4]